# Nannaria fowleri
Nannaria fowleri är en mångfotingart som beskrevs av Chamberlin 1947. Nannaria fowleri ingår i släktet Nannaria och familjen Xystodesmidae. Inga underarter finns listade i Catalogue of Life.